# Tungstat de plom(II)
El tungstat de plom(II) o wolframat de plom(II) és un compost inorgànic, del grup de les sals, que està constituït per anions tungstat o wolframat {\displaystyle {\ce {WO4^{2-}}}} i cations plom (2+) {\displaystyle {\ce {Pb^{2+}}}}, la qual fórmula química és {\displaystyle {\ce {PbWO4}}}.

## Propietats
És transparent per a la llum visible, incolor, birefringent i no higroscòpic. La seva densitat és de 8,28 g/cm³ i el seu índex de refracció per a llum de 600 nm val 2,242–2,169. El seu punt de fusió és 1123 °C. A la naturalesa hom trobar-lo als minerals stolzita i raspita.

## Aplicacions
S'empra, en forma de monocristalls, en la fabricació de centellejadors ja que s'excita emetent fotons de llum visible quan per ell passa radiació gamma, per la qual cosa és utilitzat per a la detecció i mesura de la radioactivitat per mitjà del registre d'aquesta luminescència. Per exemple el Solenoide Compacte per a Muons (CMS), un el detector de partícules del Gran Col·lisisonador d'Hadrons (LHC) al CERN, empra 80 000 cristalls de tungstat de plom(II).